# Isocrita
Isocrita är ett släkte av fjärilar. Isocrita ingår i familjen praktmalar, Oecophoridae.
Kladogram enligt Catalogue of Life:
| Isocrita | \| \| Isocrita eremasta \| \| \| \| \| \| Isocrita ithydoxa \| \| \| \| \| \| Isocrita phlyctidopa \| \| \| \| \| \| Isocrita protophanes \| \| \| \| \| \| Isocrita psalactis \| \| \| \| \| \| Isocrita stolarcha \| \| \| \| |
|          | \| \| Isocrita eremasta \| \| \| \| \| \| Isocrita ithydoxa \| \| \| \| \| \| Isocrita phlyctidopa \| \| \| \| \| \| Isocrita protophanes \| \| \| \| \| \| Isocrita psalactis \| \| \| \| \| \| Isocrita stolarcha \| \| \| \| |
|          | Isocrita eremasta |
|          | |
|          | Isocrita ithydoxa |
|          | |
|          | Isocrita phlyctidopa |
|          | |
|          | Isocrita protophanes |
|          | |
|          | Isocrita psalactis |
|          | |
|          | Isocrita stolarcha |
|          | |